# Пањани
Пањани су насељено место у саставу града Костајнице, у Банији, Република Хрватска.

## Историја
Пањани су се од распада Југославије до августа 1995. године налазили у Републици Српској Крајини.

## Становништво
На попису становништва 2011. године, Пањани су имали 125 становника.

## Попис 1991.
На попису становништва 1991. године, насељено место Пањани је имало 221 становника, следећег националног састава:
| Попис 1991.‍  | Попис 1991.‍  | Попис 1991.‍ | Попис 1991.‍ | Попис 1991.‍ |
| ------------ | ------------ | ----------- | ----------- | ----------- |
|              |              |             |             |             |
| Срби         | Срби         |             | 175         | 79,18%      |
| Хрвати       | Хрвати       |             | 32          | 14,47%      |
| Југословени  | Југословени  |             | 12          | 5,42%       |
| неопредељени | неопредељени |             | 2           | 0,90%       |
| укупно: 221  |              |             |             |             |